# Lola Prusac

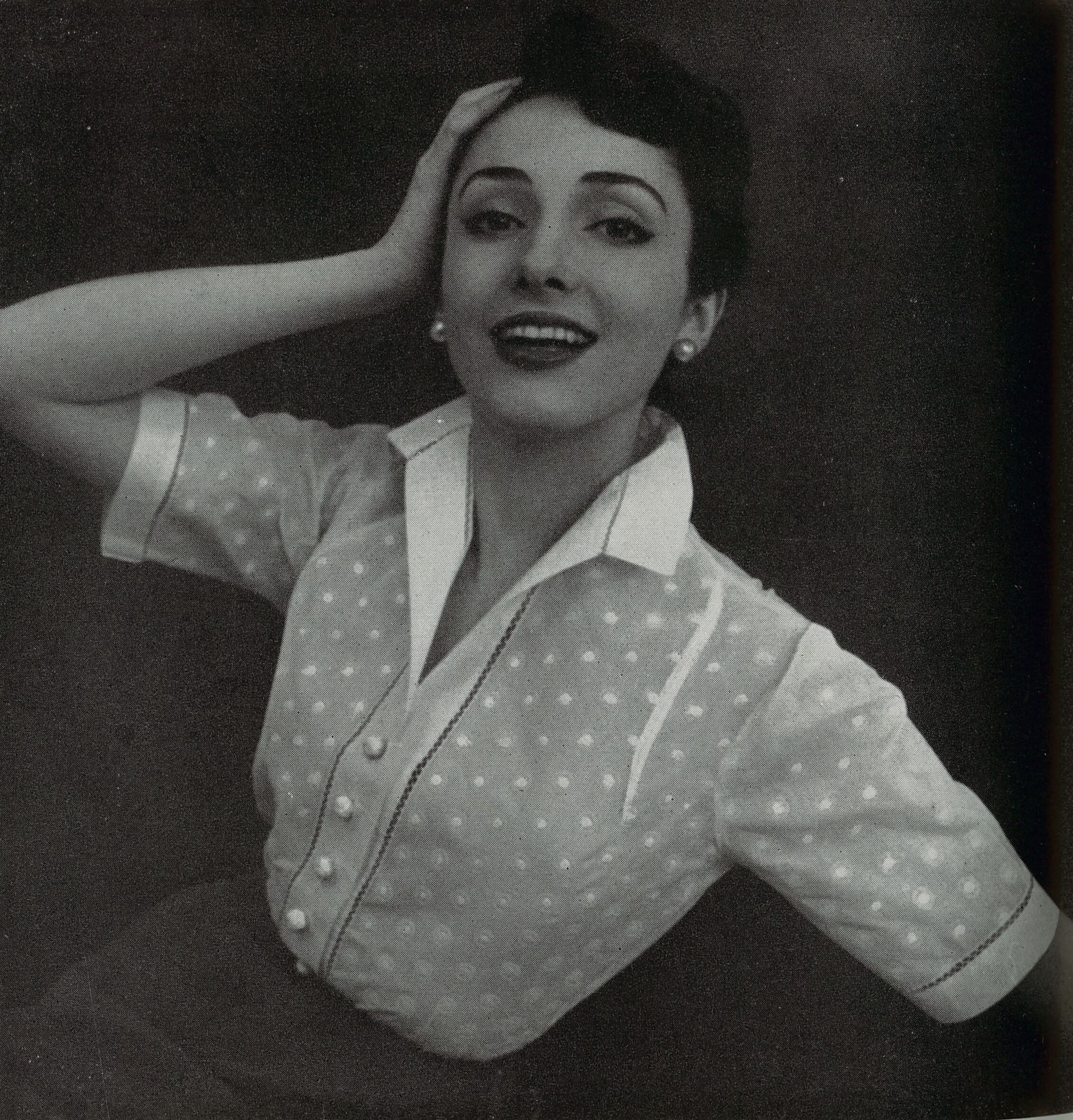
Blusa diseñada por Lola Prusac en Vogue el 1 de mayo de 1951.

Lola Prusac (18 de enero de 1895 - 29 de octubre de 1985) fue una diseñadora de moda francesa de origen polaco, reconocida por su estilo creativo y distintivo al vestir. Trabajó para Hermès en París entre 1925 y 1935, comenzando como asesora de colores y posteriormente desempeñándose como diseñadora de modelos.. Para Hermès diseñó en 1929 su primera colección femenina,  y a principios de la década de 1930, bolsos con incrustaciones geométricas inspirados en el pintor holandés Mondrian . 
En 1936 fundó su propia casa de moda,  especializada en prendas "sport-tricot " (prendas de punto informales). 